# Grumman F3F
Le Grumman F3F était le dernier avion de chasse biplan livré à la marine américaine, il a servi entre les deux guerres. Conçu comme une amélioration du F2F, il est entré en service en 1936. il a hérité de la configuration du train d'atterrissage d'abord utilisé sur le Grumman FF et ultérieurement monté sur le Grumman F4F Wildcat. Il a été retiré des escadrons de première ligne fin 1941, avant la Seconde Guerre mondiale, et a été remplacé par le Brewster F2A Buffalo monoplan. Quand son successeur, le F4F Wildcat, est entré en service, à son tour il a rapidement remplacé le F2A Buffalo en tant que principal chasseur de la Marine au début de la Seconde Guerre mondiale, et a continué à être produit tout au long du conflit.

## Conception et développement
L'expérience de la Navy avec le F2F a révélé des problèmes de stabilité et de mise en vrille, amenant le 15 octobre 1934 un contrat pour une version XF3F-1 amélioré, avant le début des livraisons du F2F. Le contrat ajoutait aussi la capacité d'attaque au sol en plus du rôle de chasseur. Propulsé par le même moteur Pratt & Whitney R-1535-72 Twin Wasp Junior, le F3F avait un fuselage allongé et une surface alaire augmentée. Une réduction du diamètre des roues du train a permis une meilleure rationalisation du fuselage en éliminant la bosse proéminente à l'arrière du carénage du F2F.
Le prototype BuNo. 9727, effectua son premier vol le 20 mars 1935 avec aux commandes le pilote d'essai de la compagnie, Jimmy Collins, qui effectua trois vols ce jour-là. Deux jours plus tard, six vols de sortie de piqué eurent lieu. Le 10e jour, le retrait de l'appareil à 8 000 pieds (2 438 m) a enregistré 14 g sur les équipements de test. L'avion s'est disloqué en plein vol, s'écrasant sur un cimetière et tuant Collins.
Un deuxième prototype renforcé a été construit, mais il s'est écrasé le 9 mai de la même année à la suite de l'évacuation du pilote lors d'un échec de récupération de vrille. Le deuxième prototype a été reconstruit en trois semaines, volant le 20 juin 1935. Une commande de 54 chasseurs F3F-1 a été émise le 24 août de cette année, à la suite des conclusions du programme d'essais en vol.

## Histoire opérationnelle

### F3F-1
Le premier F3F-1 de production a été livré le 29 janvier 1936 au groupe de test à la Naval Air Station Anacostia avec le moteur R-1535-72 de 650 hp. L'appareil est entré en service dans les escadrilles VF-5B de l'USS Ranger et VF-6B de l'USS Saratoga. Cinquante-quatre exemplaires furent produits ; l'escadrille VF-4M des Marines a reçu les six derniers en janvier 1937.

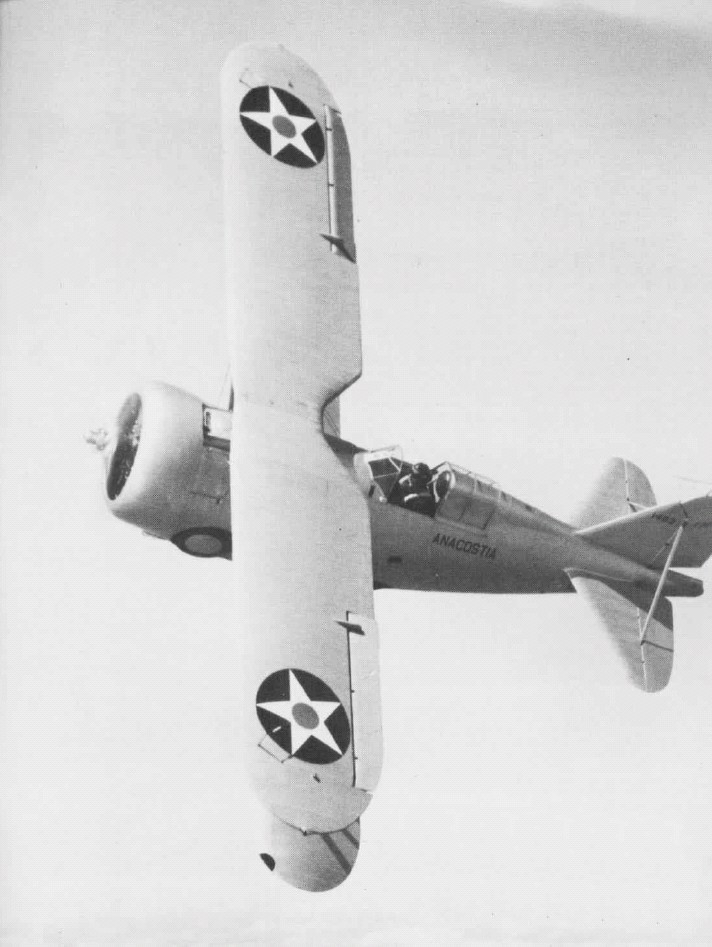
F3F-2 assigné à la Naval Air Station Anacostia.

### F3F-2
Grumman, voulant profiter de la nouvelle puissance de 950 ch (708 kW) du Wright R-1820-22 Cyclone suralimenté, a commencé à travailler sur le F3F-2 hors contrat. La commande pour 81 avions n'a pas été émise avant le 25 juillet 1936, deux jours avant le premier vol. Le diamètre plus grand du moteur a changé l'apparence du capot, ce qui accentue l'aspect de tonneau de l'appareil, mais la vitesse de pointe est portée à 410 km/h à 12 000 pieds (3 658 m). Les F3F-2 de production ont été livrés entre 1937 et 1938. Lorsque les livraisons furent terminées, les sept escadrilles de chasse de la Navy et du Corps des Marines étaient équipés du chasseur monoplace Grumman.

### F3F-3
D'autres développements aérodynamiques ont été apportés à un F3F-2 renvoyé à Grumman pour maintenance, il est devenu le XF3F-3, et comportait, entre autres améliorations, une hélice de grand diamètre. Le 21 juin 1938, la Marine a commandé 27 F3F-3 améliorés, parce que le développement des nouveaux chasseurs monoplans Brewster F2A et F4F Wildcat prenait plus de temps que prévu.

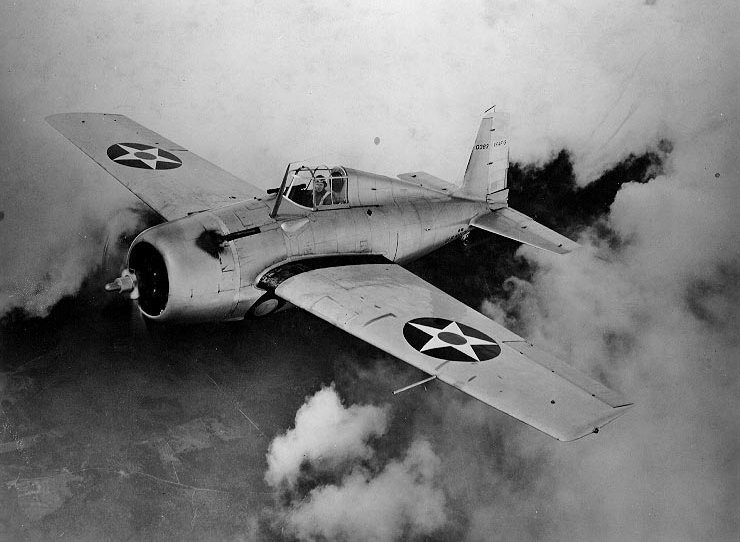
Le célèbre F4F Wildcat de la Seconde Guerre mondiale était un développement monoplan du F3F biplan. Ce prototype XF4F-3 montre clairement les airs de famille.

Avec l'entrée en service du Brewster F2A-1, les jours du F3F biplan étaient comptés. Tous les F3F seront retirés du service en escadrille opérationnelle d'ici fin 1941, mais 117 ont été affectés à des bases navales et utilisés pour l'entraînement et comme avions utilitaires jusqu'en décembre 1943.
Quelques F3F ont été utilisés comme avions utilitaires par l'United States Army Air Forces sous la désignation UC-103.
Une version civile acrobatique biplace, le G-22A Gulfhawk II, construite en 1938 fut pilotée par le Major (retraité) Alfred « Al » Williams, chef du département aviation de Gulf Oil.

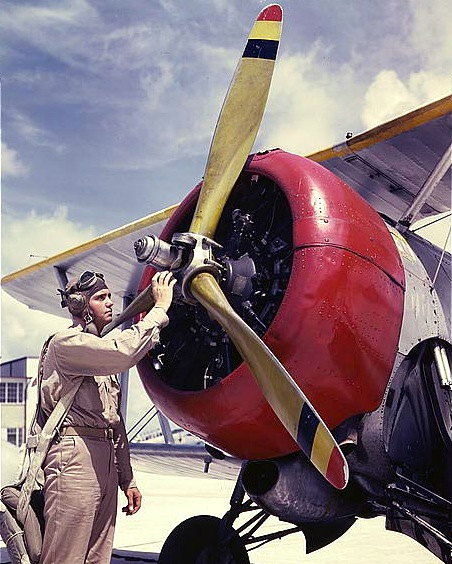
Un F3F-2 sur la rampe.

## Survivants
Un Grumman F3F-2 a été perdu au large de San Diego le 29 août 1940 alors qu'il tentait un appontage sur l'USS Saratoga. Le chasseur a été retrouvé par un sous-marin de la marine en juin 1988 et renfloué le 5 avril 1991. Il a été restauré au musée de l'air et de l'espace de San Diego.
Aujourd'hui, quatre autres avions survivants volent, trois modèles F3F-2 et le G-32A de la Gulf Oil, ils ont été restaurés par Texas Airplane Factory de Herb Tischler à Fort Worth. Les restaurations ont duré quatre ans et consistaient en la reconstruction du G-32A à partir de plans originaux avec un outillage construit à la Texas Airplane Factory. Des pièces de trois avions F3F-2 qui s'étaient écrasés à Hawaï ont été utilisés pour compléter les autres appareils. Un des avions restaurés est exposé au Fantasy of Flight à Polk City, en Floride.

## Utilisateurs
États-Unis
- United States Army Air Forces
- United States Marine Corps
- United States Navy

## Versions
Données de : Aerofiles - Grumman
G-11
Désignation constructeur pour le chasseur embarqué F3F-1.
XF3F-1
Trois prototypes du F3F, propulsés par un moteur Pratt & Whitney R-1535-84 Twin Wasp Junior.
F3F-1
Premier modèle de production pour l'US Navy ; 54 construits.
G-19
Désignation constructeur du chasseur F3F-2.
XF3F-2
Un seul prototype du futur F3F-2, propulsé par un moteur Wright XR-1820-22 Cyclone G de 850 ch.
F3F-2
Deuxième modèle de production pour l'US Navy. Moteur Wright R-1820-22 Cyclone de 950 ch ; 81 construits.
XF3F-3
prototype du F3F-3 avec nouveau capot transformé à partir d'un F3F-2.
F3F-3
Version de production finale pour l'US Navy ; 27 construits.
G-22 Gulfhawk II
Un seul hybride F2F/F3F, à moteur Wright R-1820 Cyclone 1 000 ch construit pour Al (Alford) Williams, financé par la Gulf Oil Company pour des vols acrobatiques ou de démonstration. Le G-22 Gulfhawk II a été placé au National Air and Space Museum en octobre 1948.
G-32 / G-32A Gulfhawk III
Version civile du F3F, à moteur Wright R-1820 Cyclone de 1 000 ch. Deux avions construits, l'un pour Grumman Aircraft Company, l'autre, baptisé Red Ship, pour Al Williams sous l'appellation G-32A Gulfhawk III. Le Gulfhawk III de Williams fut détruit lors d'un crash en Floride. Le second G-32 a survécu jusqu'en 1971 lorsqu'il s'écrasa après avoir été abandonné par son pilote à cause d'un feu survenu en vol.
C-103
Les deux G-32 furent intégrés à l'USAAF en 1942 sous le sigle C-103.

## Dans la culture populaire
- Le F3F fut présenté comme chasseur expérimental dans le film Les Ailes de la flotte de la Warner Bros. en 1939.
- Le F3F-2 était présent dans le film de 1940 L'Appel des ailes avec Robert Taylor jouant le rôle d'un pilote dont le travail était l'élaboration de systèmes d'atterrissage aux instruments permettant le retour de son escadron perdu à la base de l'Île de Norden.
- Peut-être l’apparition la plus célèbre et importante des F3F est dans le film de 1941 en Technicolor Dive Bomber. Ce film a largement utilisé les F3F, et un seul avion en vol dans la dernière scène d'action.

### Aéronefs comparables
- Avia B-534
- BF2C Goshawk
- F11C Goshawk
- Fiat CR.32
- Fiat CR.42
- Gloster Gladiator
- Polikarpov I-15
- Polikarpov I-153